# Richard Deaver
Richard Deaver est un skipper américain né le 7 février 1931 à Huntington Park (Californie).

## Carrière
Richard Deaver obtient une médaille de bronze dans la catégorie des Dragon des Jeux olympiques d'été de 1964 à Tokyo.